# Blakelaw and North Fenham
Blakelaw and North Fenham – parafia cywilna w Anglii, w hrabstwie ceremonialnym Tyne and Wear, w dystrykcie metropolitalnym Newcastle upon Tyne. Leży 4 km na północny zachód od centrum Newcastle i 400 km na północ od Londynu. W 2011 roku Blakelaw and North Fenham liczyło 6452 mieszkańców.